# دبلیودبلیوئی تاندردوم
دبلیودبلیوئی فاندر دوم حبابی از نظر ایمنی زیستی است که توسط دبلیودبلیوئی ، یک کمپانی کشتی حرفه‌ای آمریکایی ، با مشارکت شرکت تجربه فن کامل ، The Famous Group ایجاد شده است. این در طی همه گیری کرونا ویروس در اوت سال ۲۰۲۰ به عنوان راهی برای حضور عمیق طرفداران کشتی در مسابقات دبلیودبلیوئی راه اندازی شد. این حباب یک سیستم شلوغی و ویدئو کنفرانس ویدیویی است که برای پخش برنامه های تلویزیونی و پرداخت به ازای بازدید از بخش های تبلیغاتی راو و اسمک‌داون استفاده می شود. این کار توسط کاربران انجام می شود که روزها قبل از یک رویداد ثبت نام می کنند ، وارد سیستم می شوند و در زمان مکالمه اختصاص یافته خود می پیوندند تا در زمان واقعی رویداد در صفحه نمایش دیده شوند. تماشای یک رویداد رایگان است.

لوگوی فاندر دوم

## سرگذشت
در نتیجه همه گیری ویروس کرونا ، دبلیودبلیوئی مجبور شد بیشتر برنامه های خود را برای راو و اسمکداون از پشت درهای بسته تنظیم شده در مرکز تمرینات دبلیودبلیوئی در اورلاندو، فلوریدا از اواسط مارس ۲۰۲۰ ارائه دهد ، اگرچه در اواخر ماه مه ، تبلیغات با استفاده از کارآموزان مرکز عملکرد به عنوان مخاطب زنده شروع به کار کرد، که در اواسط ژوئن بیشتر به دوستان و اعضای خانواده کشتی گیران گسترش یافت. در ۱۷ آگوست، دبلیودبلیوئی اعلام کرد که تمام نمایش ها و رویداد های غیر رایگان در "آینده ای قابل پیش بینی" در مرکز آموی اورلاندو برگزار می شود ، که با قسمت ۲۱ آگوست اسمک‌داون آغاز می شود. علاوه بر این ، اکنون نمایش ها تجربه جدیدی از تماشای طرفداران به نام "فاندر دوم" را دارند که از هواپیماهای بدون سرنشین ، لیزر ، پیرو ، دود و پیش بینی استفاده می کند. تقریباً ۱۰۰۰ تخته ال ای دی نصب شده است تا به طرفداران اجازه دهد به طور مجانی به صورت رایگان در رویدادها شرکت کرده و در ردیف های تابلوهای ال ای دی دیده شوند. همچنین صدای آرنا با صدای طرفداران مجازی مخلوط شده است تا شعارهای طرفداران شنیده شود. پس از انقضای قرارداد آنها با مرکز آوموی ، دبلیودبلیوئی در ماه دسامبر فاندر دوم را به مرکز تروپیکانا در سن پترزبورگ ، فلوریدا منتقل کرد. سپس فاندر دوم به مرکز یونگلینگ، واقع در محوطه دانشگاه فلوریدا جنوبی در تامپا ، منتقل شد که با قسمت ۱۲ آوریل ۲۰۲۱ در راو آغاز شد. به همین ترتیب ، رسلمنیا بکلش اولین پی پر ویوی دبلیودبلیوئی بود که از دبلیودبلیوئی فاندر دوم در مرکز یونگلینگ تولید شد.